# Mar de Ceram
El mar de Ceram (en indonesio: Laut Seram) es uno de los varios pequeños mares localizados entre las islas dispersas de Indonesia, conocidos conjuntamente como mares del archipiélago de las Indias Orientales. 

## Geografía
El mar de Ceram tiene los siguientes límites:
- al norte, las islas Mangole, Obi (2.520 km²) y Misool (2.034 km²). Comunica en este viento norte con otros dos pequeños mares: en el tramo entre las islas de Mangole y Obi, con el mar de las Molucas y, en los tramos entre Obi y Misool y entre Misool y Nueva Guinea, con el mar de Halmahera.
- al este, la costa occidental de las penínsulas de Doberai y de Bomberai, en la isla de Nueva Guinea.
- al sur, las islas de Ceram y Buru. Comunica en este lado, entre Nueva Guinea y Seram con el mar de Arafura; y entre Seram y Buru con el mar de Banda.
- al oeste, las islas Sanana y Mangole. Comunica por este lado, a través del estrecho de Manipa, también con el mar de Banda.

El mar de Ceram comprende una superficie de aproximadamente 12.000 km² y tiene una profundidad máxima de 5.315 m. A veces se considera una sección del océano Pacífico y es el hábitat de varias especies de goby tropicales y muchos otros peces. Al igual que muchos otros pequeños mares de Indonesia, el mar Ceram es rocoso y tectónicamente muy activo. 

## Historia
Las islas de Buru y Seram, antes conocidas como Molucas del Sur, son el hábitat de varias plantas nativas muy codiciadas desde siempre para su uso como especias, como la nuez moscada, clavo y pimienta negra. Por ello, los mares en torno a ellas eran surcados por varias rutas marítimas de fácil navegación. 
Antiguamente, el mar de Ceram era conocido como paso Pitt. 

## Delimitación de la IHO
La máxima autoridad internacional en materia de delimitación de mares, la Organización Hidrográfica Internacional («International Hydrographic Organization, IHO), considera el mar de Ceram como un mar. En su publicación de referencia mundial, «Limits of oceans and seas» (Límites de océanos y mares, 3ª edición de 1953), le asigna el número de identificación 48f y lo define de la forma siguiente:

En el norte y nordeste.
Una línea desde Tanjong Dehekolano, el extremo oriental de las islas Soela hasta el extremo occidental de Obi Mayor, a lo largo de su costa meridional hasta Tanjong Seranmaloleo, su extremo oriental, y desde allí a través de las islas Tobalai, Kekek, Pisang y Kofiau hasta  Tanjong Sele (1°26'S, 130°55'S), el punto occidental de Nueva Guinea, bajando a lo largo de la costa hasta Karoefa (3°51,5'S, 133°27'E).
 En el sudeste.
Una línea desde Karoefa, Nueva Guinea, hasta el extremo sureste de la isla Adi, y desde allí hasta Tg. Borang, la punta septentrional de Noehoe Tjoet (5°17'S, 133°09'E).
En el Suroeste y el Sur.
la punta septentrional de Noehoe Tjoet (Groot Kai), a través de las islas Watoebela y Gorong al extremo sureste de Ceram, a lo largo de su costa norte hasta Tanjong Tandoeroe Besar, el punto noroeste, desde allí una línea hasta Tanjong Batoe Noeham, el extremo norte de Boeroe, y a lo largo de la costa hasta Tanjong Palpetoe, el punto noroeste de la isla.
 En el Oeste.
Una línea desde Tanjong Palpetoe hasta Tanjong Waka, el punto meridional de Sanana, a través de esta isla hasta su punta septentrional y desde allí, a través del estrecho de Mangoli, hasta la costa sur de Mangoli (islas Soela) en latitud 1°56'S, longitud 125°55'E.
Limits of oceans and seas, pág. 26. La traducción al español es propia. La versión original, en inglés, está disponible en línea en el sitio oficial de la IHO